# Капсуль-детонатор № 8
Капсуль-детонатор № 8 — сімейство радянських капсулів-детонаторів, призначених для ініціювання широкого спектру бризантних вибухових речовин (підривних шашок, детонувальних шнурів, зарядів ВР і т.д.). Являє собою циліндричну гільзу, запаяну з одного кінця і відкриту з іншого, всередину якої запресована чашка з ініціювальним зарядом і заряд бризантної вибухової речовини  високої потужності масою 1 г. У чашечці на відкритому кінці гільзи є отвір, прикритий шовковою сіточкою, яка не дозволяє ВР висипатись. Закритий кінець гільзи має увігнуте дно, яке працює як кумулятивна виямка, що забезпечує високу надійність детонації основного заряду.
Підрив капсуля-детонатора може бути ініційований полум'ям капсуля-запальника (в запалах інженерних мін), вогневим підриванням (пучком іскор вогнепровідного шнура ), електропідривом (через електроспалахувач), підривом на відстані від детонації (дією ударної хвилі), тощо.

## Технічна специфікація
Усі капсулі-детонатори сімейства вимагають украй обережного поводження через велику чутливість до незначних зовнішніх впливів; вони можуть бути ініційовані від підігріву, тертя по ініціювальному заряду, удару, іскри, а також від деформації гільзи. Згідно правил техніки безпеки їх потрібно зберігати у сухих місцях, оберігати від вологи, ударів та недбалого поводження. Перевезення та зберігання капсулів-детонаторів здійснюють у вертикальному положенні дульцем вгору у металевих або картонних коробках по 100 шт. Забороняється переносити їх у кишенях одягу; до місць проведення вибухових робіт доставка здійснюється або у заводській упаковці, або у спеціальних пеналах окремо від вибухових речовин. Тактико-технічні характеристики:
| Характеристика               | Її значення |
| ---------------------------- | ----------- |
| Довжина гільзи               | 45-50 мм    |
| Зовнішній діаметр гільзи     | 6,8-7,05 мм |
| Внутрішній діаметр гільзи    | 6,3-6,5 мм  |
| Відстань від чашки до дульця | 17-23 мм    |

## Варіанти
| Варіант | Матеріал гільзи | Ініціювальний заряд            | Основний заряд                  |
| ------- | --------------- | ------------------------------ | ------------------------------- |
| КД 8А   | алюміній        | 0,2 г азиду свинцю, 0,1 г ТНРС | 1 г тетрилу, гексогену або тену |
| КД 8Б   | папір           | 0,5 г гримучої ртуті           | 1 г тетрилу, гексогену або тену |
| КД 8М   | мідь            | 0,5 г гримучої ртуті           | 1 г тетрилу, гексогену або тену |
| КД 8С   | сталь           | 0,5 г гримучої ртуті           | 1 г тетрилу, гексогену або тену |

Навчальний капсуль-детонатор № 8А — з алюмінієвою гільзою, заповненою інертною речовиною; на гільзі є білий поясок шириною 3-5 мм, а на дні гільзи — отвір, закритий картонним кільцем.